# Ca Folqué
Ca Folqué és un edifici del municipi de la Pobla de Massaluca (Terra Alta) que forma part de l'Inventari del Patrimoni Arquitectònic de Catalunya.

## Descripció
Originàriament una sola casa, actualment està dividida en dues. Es compon de tres plantes, la baixa utilitzada com a magatzem, la primera com a habitació i la superior és la golfa. El seu interior s'ha modificat successives vegades pel continuat ús durant els anys i actualment no està habitat. La façana principal, de carreus, és la més interessant i presenta una porta de mig punt de grans dovelles amb impostes i dues finestres als costats. Els tres nivells estan separats per una cornisa motllurada. Al primer pis hi ha tres finestres, dues de les quals han passat a ser balcons, amb els brancals motllurats i fusteries treballades als porticons. A la golfa hi ha una galeria correguda de finestres amb arcades de mig punt i impostes lligades entre les obertures. La façana posterior és més moderna i està més alterada, construïda de maçoneria i totxo. La coberta és de teula àrab a dues vessants i el ràfec és de lloses de pedra motllurades. Pertany a la tipologia de casa senyorial gòtica, tot i ser de l'època renaixentista. Aquesta tipologia és molt comú a la Terra Alta i al Maestrat com es pot comprovar a Horta, Vilalba, la Fatarella...
A la porta s'hi llegeix la data de 1608, la mateixa que es pot apreciar a la façana de l'església. Es troba a faltar el quasi segur ràfec de fusta propi de la seva tipologia.